# مرت-ا-موزل
شهرستان مورت موزل (به فرانسوی: Meurthe-et-Moselle) در ناحیه لورن در کشور فرانسه واقع شده‌است.

## جستارهای وابسته

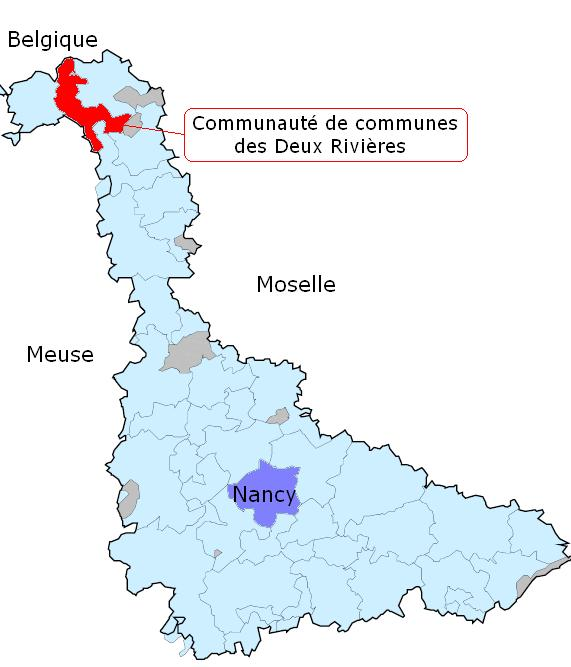

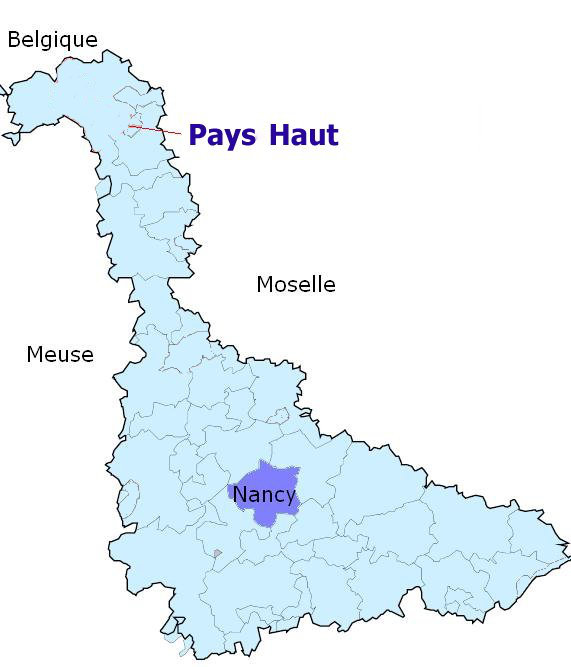